# Cohasset (Massachusetts)
Cohasset és una població dels Estats Units a l'estat de Massachusetts. Segons el cens del 2007 tenia 7.182 habitants.

## Demografia
Segons el cens del 2000, Cohasset tenia 7.261 habitants, 2.673 habitatges, i 2.012 famílies. La densitat de població era de 283,5 habitants per km².
Dels 2.673 habitatges en un 36,4% hi vivien nens de menys de 18 anys, en un 64,8% hi vivien parelles casades, en un 7,9% dones solteres, i en un 24,7% no eren unitats familiars. En el 21,9% dels habitatges hi vivien persones soles el 10,4% de les quals corresponia a persones de 65 anys o més que vivien soles. El nombre mitjà de persones vivint en cada habitatge era de 2,69 i el nombre mitjà de persones que vivien en cada família era de 3,16.
Per edats la població es repartia de la següent manera: un 27,9% tenia menys de 18 anys, un 3,5% entre 18 i 24, un 26,6% entre 25 i 44, un 26,6% de 45 a 60 i un 15,3% 65 anys o més.
L'edat mediana era de 41 anys. Per cada 100 dones de 18 o més anys hi havia 87,4 homes.
La renda mediana per habitatge era de 84.156 $ i la renda mediana per família de 100.137$. Els homes tenien una renda mediana de 79.045 $ mentre que les dones 41.397$. La renda per capita de la població era de 42.909$. Entorn de l'1,2% de les famílies i el 2,8% de la població estaven per davall del llindar de pobresa.